# گردنه گوندوگرو
گردنه گوندوگرو (اردو: گوندوگرو) گردنه‌ای کوهستانی با ارتفاع ۵۵۸۵ متری در منطقه بلتستان پاکستان است که در ۲۵ کیلومتری جنوب کی۲ دومین قله بلند دنیا قرار دارد. این گردنه یخچال گوندوگرو در جنوب غرب را به یخچال وینیه در شمال‌غرب متصل می‌سازد.
قله‌های مهم زیر از این گردنه دیده می‌شوند:
- کی۲
- برود پیک
- ماشربروم
- لیلا پیک
- گاشربروم ۱
- گاشربروم ۲
- گاشربروم ۳
- گاشربروم ۴
- Trinity Peak